# Phymaturus yachanana
Phymaturus yachanana — вид ігуаноподібних ящірок родини Liolaemidae. Ендемік Аргентини.

## Поширення і екологія
Phymaturus yachanana відомі з типової місцевості, розташованої в східних околицях міста Сьєрра-Гранде в департаменті Сан-Антоніо в провінції Ріо-Негро, на висоті 270 м над рівнем моря. Вони живуть в чагарникових степах Патагонії. Живляться рослинністю, є живородними. 